# 2018 w Wojsku Polskim
Kalendarium Wojska Polskiego 2018 – wydarzenia w Wojsku Polskim w roku 2018. W tym roku Siły Zbrojne Rzeczypospolitej Polskiej kontynuowały udział w misjach poza granicami kraju w ramach:
Polskiego Kontyngentu Wojskowego w Siłach Międzynarodowych w Republice Kosowa i Byłej Jugosłowiańskiej Republice Macedonii oraz w Bośni i Hercegowinie (do 300 żołnierzy i pracowników),
Polskiego Kontyngentu Wojskowego w składzie wielonarodowej brygady sił dostosowanej Wysuniętej Obecności Organizacji Traktatu Północnoatlantyckiego w Rumunii oraz Republice Bułgarii (do 250 żołnierzy i pracowników),
Polskiego Kontyngentu Wojskowego w działaniach Globalnej Koalicji w Republice Iraku, Jordańskim Królestwie Haszymidzkim oraz Państwie Kuwejt (do 130 żołnierzy i pracowników),
Polskiego Kontyngentu Wojskowego w misji RESOLUTE SUPPORT Organizacji Traktatu Północnoatlantyckiego w Islamskiej Republice Afganistanu (do 350 żołnierzy i pracowników),
Polskiego Kontyngentu Wojskowego w operacji INHERENT RESOLVE w Państwie Kuwejt, Republice Iraku oraz Państwie Katar (do 150 żołnierzy i pracowników),
Polskiego Kontyngentu Wojskowego w składzie batalionowej grupy bojowej sił wzmocnionej Wysuniętej Obecności Organizacji Traktatu Północnoatlantyckiego w Republice Łotewskiej oraz Republice Estońskiej i Republice Litewskiej (do 200 żołnierzy i pracowników),
Polskiego Kontyngentu Wojskowego w szkoleniowej misji wojskowej Unii Europejskiej w Republice Środkowoafrykańskiej (do 2 żołnierzy),
Polskiego Kontyngentu Wojskowego w operacji wojskowej Unii Europejskiej w Bośni i Hercegowinie (do 50 żołnierzy i pracowników).

## Styczeń
1 stycznia
- W wyniku przeformowania Inspektoratu Systemów Informacyjnych powstał Inspektorat Informatyki[9].

4 stycznia
- Pułkownik Janusz Wiatr przekazał dowodzenie 20 Bartoszycką Brygada Zmechanizowaną swojemu zastępcy pułkownikowi Wojciechowi Dobrzyń[10].

5 stycznia
- Została ogłoszona, z mocą obowiązującą od 1 stycznia 2018 roku, decyzja budżetowa na rok 2018 Nr 1/MON Ministra Obrony Narodowej z dnia 4 stycznia 2018 roku[11].

9 stycznia
- Prezydent RP Andrzej Duda:
- odwołał Antoniego Macierewicza z urzędu Ministra Obrony Narodowej,
- zwolnił Mariusza Błaszczaka z urzędu Ministra Spraw Wewnętrznych i Administracji, i powołał go na urząd Ministra Obrony Narodowej.

10 stycznia
- Dotychczasowy szef sztabu Dowództwa Wielonarodowej Dywizji Północny-Wschód, generał brygady Adam Joks objął obowiązki zastępcy szefa Sztabu Generalnego.

11 stycznia
- Minister obrony narodowej Mariusz Błaszczak:

powołał Łukasza Kudlickiego dotychczasowego szefa Gabinetu Politycznego Ministra Spraw Wewnętrznych i Administracji na stanowisko szefa Gabinetu Politycznego Ministra Obrony Narodowej,
powołał Antoniego Macierewicza na stanowisko przewodniczącego Podkomisji do Ponownego Zbadania Wypadku Lotniczego z 10 kwietnia 2010 roku w Smoleńsku,
zwolnił pułkownik Annę Pęzioł-Wójtowicz ze stanowiska rzecznika prasowego Ministerstwa Obrony Narodowej.
15 stycznia
- Od wyznaczenia nowych dowódców brygad rozpoczął się III etap formowania Wojsk Obrony Terytorialnej. Stanowiska objęli:

płk Grzegorz Kaliciak – dowódcy 6 Mazowieckiej Brygady OT,
kmdr Tomasz Laskowski - dowódcy 7 Pomorskiej Brygady OT,
płk Krzysztof Stańczyk – dowódcy 8 Kujawsko-Pomorskiej Brygady OT,
płk Paweł Wiktorowicz - dowódcy 9 Łódzkiej Brygady OT,
płk Artur Barański - dowódcy 10 Świętokrzyskiej Brygady OT,
płk Krzysztof Goncerz – dowódcy 11 Małopolskiej Brygady OT,
ppłk Rafał Miernik – dowódcy 12 Wielkopolskiej Brygady OT,
płk Tomasz Białas – dowódcy 13 Śląskiej Brygady OT.
31 stycznia
- Komandor Andrzej Łysakowski, Komendant Portu Wojennego Gdynia, pożegnał się z mundurem. Czasowo pełniącym obowiązki komendanta został komandor porucznik Jarosław Wypijewski[12].

## Luty
12 lutego
- Minister Obrony Narodowej Mariusz Błaszczak, pożegnał żołnierzy I zmiany Polskiego Kontyngentu Wojskowego EU SOPHIA - na Sycylię. Uroczystość odbyła na lotnisku 44. Bazy Lotnictwa Morskiego w Siemirowicach[13].

22 lutego
- Prezydent RP Andrzej Duda, na wniosek Ministra Obrony Narodowej Mariusza Błaszczaka mianował:

1. generała broni Leszka Surawskiego na stopień generała,
2. generała dywizji Jarosława Mikę na stopień generała broni,
3. generała dywizji Sławomira Wojciechowskiego na stopień generała broni,
4. generała brygady Stanisława Czosnka na stopień generała dywizji,
5. generała brygady Adama Antoniego Joksa na stopień generała dywizji,
6. generała brygady Krzysztofa Króla na stopień generała dywizji,
7. generała brygady Cezarego Wiśniewskiego na stopień generała dywizji,
8. pułkownika Zenona Brzuszko na stopień generała brygady,
9. pułkownika Szymona Koziatka na stopień generała brygady,
10. pułkownika Dariusza Krzysztofa Parylaka na stopień generała brygady,
11. pułkownika Ryszarda Pietrasa na stopień generała brygady,
12. pułkownika Jacka Pszczołę na stopień generała brygady,
13. pułkownika Jana Stanisława Rydza na stopień generała brygady,
14. komandora Krzysztofa Lucjana Zdonka na stopień kontradmirała[14].

## Marzec
1 marca
- Komandor Maciej Kasprzak nowy dowódcą 6 Oliwskiego Ośrodka Radioelektronicznego. Podczas uroczystej zbiórki przejął obowiązki od czasowo pełniącego, komandora porucznika Bogusława Postka[15].
- Komandor porucznik Jarosław Wypijewski, został mianowany na stopień komandora i objął obowiązki Komendanta Portu Wojennego Gdynia. Od dnia 31 stycznia pełnił czasowo obowiązki komendanta[16].

6 marca
- Prezydent RP Andrzej Duda, na wniosek ministra obrony narodowej, mianował na stopień generała brygady księdza pułkownika w stanie spoczynku Sławomira Żarskiego[17].

22 marca
- Prezydent RP Andrzej Duda, na wniosek ministra obrony narodowej, mianował na stopień generała brygady:

pośmiertnie pułkownika artylerii Leona Piotra Dębskiego,
pułkownika niepodlegającego obowiązkowi służby wojskowej Emila Mentla.
27 marca
- Został podpisany kontrakt na dostawę 2 baterii zestawów przeciwlotniczych średniego zasięgu Patriot w ramach 1 fazy programu Wisła (16 wyrzutni M903 i 208 pocisków PAC-3MSE). Sprzęt zostanie dostarczony do 2022 roku[20][21]

30 marca
- Prezydent RP Andrzej Duda skorzystał z przysługującego mu prawa weta i nie podpisał ustawy o pozbawianiu stopni wojskowych osób i żołnierzy rezerwy, którzy w latach 1943-1990 swoją postawą sprzeniewierzyli się polskiej racji stanu, uchwalonej 6 marca przez Sejm VIII kadencji.

## Kwiecień
9 kwietnia
- Pułkownik Dariusz Kosowski, nowym dowódcą 9 Bartoszyckiej Brygady Kawalerii Pancernej. Uroczystość przekazania i objęcia obowiązków odbyła się w dniu 13 kwietnia[22].

13 kwietnia
- Na podstawie Decyzji Nr 35/MON Ministra Obrony Narodowej z dnia 13 kwietnia 2018 r.[23] Wojewódzkie Sztaby Wojskowe dotychczas podporządkowane Dyrektorowi Departamentu Kadr MON zostały podporządkowane Szefowi Sztabu Generalnego.

20 kwietnia
- Zmiana na stanowisku dowódcy 20 Bartoszyckiej Brygady Zmechanizowanej. Obowiązki przyjął pułkownik Jacek Ostrowski.

24 kwietnia
- Prezydent RP Andrzej Duda, na wniosek ministra obrony narodowej, mianował pułkownika niepodlegającego obowiązkowi służby wojskowej Tadeusza Bieńkowicza na stopień generała brygady[24]. Ceremonia wręczenia aktu nominacji miała miejsce 30 maja 2018.

27 kwietnia
- Wiceadmirał dr hab. Stanisław Zarychta, przekazał dowodzenie Centrum Operacji Morskich-Dowództwem Komponentu Morskiego. Czasowo pełniącym obowiązki dowódcy COM-DKM został kmdr Mariusz Kościelski[25].

## Maj
8 maja
- Tomasz Zdzikot działając z upoważnienia Ministra Obrony Narodowej nadał 2 Regionalnej Bazie Logistycznej w Warszawie imię gen. Emila Augusta Fieldorfa ps. „Nil” oraz ustanowił dzień 21 maja świętem jednostki[26].

11 maja
- Pożegnanie dotychczasowego dowódcy 49 Bazy Lotniczej, pułkownika dyplomowanego pilota Roberta Matejuka. Do czasowego pełnienia obowiązków dowódcy 49 BLot został wyznaczony podpułkownik nawig. Robert Kietliński[27].

22 maja
- Kontradmirał Krzysztof Jaworski przekazał dowodzenie 3 Flotyllą Okrętów. Do czasowego pełnienia obowiązków na stanowisku dowódcy flotylli został wyznaczony komandor Wojciech Sowa. Podczas tej samej uroczystości kadm. Jaworski objął obowiązki dowódcy Centrum Operacji Morskich-Dowództwa Komponentu Morskiego od komandora Mariusza Kościelskiego[28].

## Czerwiec
4 czerwca
- Zmiana na stanowisku dowódcy 41. Bazy Lotnictwa Szkolnego. Czasowo pełniącym obowiązki dowódcy został pułkownikowi dypl. Waldemar Cyran. Dotychczasowy dowódca pułkownik pil. Artura Kałko został wyznaczony na nowe stanowisko służbowe w Wyższej Szkole Oficerskiej Sił Powietrznych[29].

11 czerwca
- Zmiana na stanowisku dowódcy 49 Bazy Lotniczej w Pruszczu Gdańskim. Od czasowo pełniącego obowiązki dowódcy, podpułkownika nawigatora Roberta Kietlińskiego dowodzenie jednostką przyjął pułkownik pil. Zbigniew Mitura[30].
- Komandor porucznik Piotr Sikora przekazał dowodzenie 13 Dywizjonem Trałowców, wchodzącym w skład 8 Flotylli Obrony Wybrzeża. Czasowo pełniącym obowiązki dowódcy dywizjonu został komandor podporucznik Maciej Tomiak, dotychczasowy szef sztabu – zastępca dowódcy[31].

13 czerwca
- kmdr pil. Tadeusz Drybczewski dotychczasowy dowódca Brygady Lotnictwa MW, pożegnał się z mundurem i odszedł na emeryturę w związku z osiągnięciem 60 roku życia. Obowiązki dowódcy BLMW przekazał dotychczasowemu zastępcy - kmdr. pil. Jarosławowi Czerwonko[32].

18 czerwca
- Zmiana na stanowisku dowódcy 32 Bazy Lotnictwa Taktycznego. Czasowo pełniący obowiązki, podpułkownik Robert Gurzęda przekazał dowodzenie jednostką pułkownikowi pil. Tomaszowi Jatczakowi[33].

19 czerwca
- Minister obrony narodowej Mariusz Błaszczak wyznaczył z dniem 19 czerwca kontradmirała Jarosława Ziemiańskiego na stanowisko Inspektora Marynarki Wojennej w Dowództwie Generalnym Rodzajów Sił Zbrojnych[34].

28 czerwca
- Sekretarz Stanu Tomasz Zdzikot działając z upoważnienia Ministra Obrony Narodowej nadał 15 Wojskowemu Oddziałowi Gospodarczemu w Szczecinie imię generała brygady Aleksandra Litwinowicza[35].

- Komandor Czapczyński przekazał obowiązki dowódcy Dywizjonu Okrętów Bojowych. Do czasowego pełnienia obowiązków został wyznaczony, Zastępca Dowódcy-Szef Sztabu Dywizjonu, komandor porucznik Hurbańczuk[36].

29 czerwca
- Prezydent RP Andrzej Duda, na wniosek Ministra Obrony Narodowej, mianował z dniem 3 lipca 2018 roku generała dywizji Rajmunda Tomasza Andrzejczaka na stopień generała broni i stanowisko szefa Sztabu Generalnego Wojska Polskiego[37][38].

- Podczas uroczystej zbiórki z okazji święta 12 Szczecińskiej Dywizji Zmechanizowanej odbyła się również ceremonia przekazania i objęcia obowiązków Dowódcy "Dwunastki". Wyznaczony w dniu 27 czerwca, na stanowisko Zastępcy Szefa Sztabu Generalnego WP, gen. dyw. Rajmund Andrzejczak, dotychczasowy dowódca przekazał dowodzenie gen. bryg. Maciejowi Jabłońskiemu[39].

- Generał brygady Wojciech Lewicki przekazał dowodzenie 3 Wrocławską Brygadą Radiotechniczną pułkownikowi Dariuszowi Krzywdzińskiemu. Dowodzenie brygadą płk Krzywdziński rozpoczął 2 lipca[40].

- Pułkownik Dariusz Stróżewski przekazał obowiązki Komendanta 2 Regionalnej Bazy Logistycznej w Warszawie. Czasowo pełniącym obowiązki został pułkownikowi Andrzej Mocny, dotychczasowy Zastępca Komendanta[41].
- Została podpisana umowa na dokończenie budowy okrętu patrolowego (pierwotnie korwety) ORP Ślązak. Okręt miał wejść do służby w  marcu 2019 roku, jednak ostatecznie wszedł do służby w listopadzie 2020 roku[42][43].

## Lipiec
1 lipca
- Pułkownik Krzysztof WOCIAL, został wyznaczony do czasowego pełnienia obowiązków dowódcy 41. BLSz w Dęblinie[44].

2 lipca
- W poniedziałek, w Pałacu Prezydenckim w Warszawie, generał broni Rajmund Andrzejczak (wystąpił z oznakami tego stopnia) odebrał z rąk Prezydenta RP akty mianowania na wyższy stopień i na stanowisko szefa Sztabu Generalnego Wojska Polskiego, natomiast generał Leszek Surawski odebrał akt zwolnienia ze stanowiska szefa SG WP i został odznaczony Krzyżem Komandorskim Orderu Odrodzenia Polski[45].
- Zmiana na stanowisku Dowódcy 6 Brygady Powietrznodesantowej. Generał brygady Hupka przekazał dowodzenie brygadą, generałowi brygady Szymonowi Koziatkowi[46].

3 lipca
- Czasowo pełniący obowiązki dowódcy 3 Flotylli Okrętów, komandor Wojciech Sowa przekazał dowodzenie komandorowi Mirosławowi Jurkowlańcowi[47].

6 lipca
- O godzinie 1.57 w okolicach Pasłęka w województwie Warmińsko- Mazurskim, podczas lotów nocnych, rozbił się samolot MiG-29 z 22 Bazy Lotnictwa Taktycznego w Malborku[48]. Śmiercią lotnika zginął por. pil. Krzysztof Sobański, mianowany pośmiertnie kapitanem i odznaczony Złotym Medalem za Zasługi dla Obronności Kraju.

19 lipca
- Nowym Komendantem 2 Regionalnej Bazy Logistycznej w Warszawie został pułkownik Piotr Calak, który przejął obowiązki od czasowo pełniącego, pułkownika Andrzeja Mocnego - zastępcy komendanta[49].

27 lipca
- Zmiana na stanowisku dowódcy 15 Giżyckiej Brygady Zmechanizowanej. Generał brygady Jarosław Gromadziński, który został wyznaczony na stanowisko zastępcy dowódcy 12 Szczecińskiej Dywizji Zmechanizowanej, przekazał obowiązki wyznaczonemu do czasowego pełnienia dotychczasowemu zastępcy dowódcy brygady pułkownikowi Bogdanowi Rycerskiemu[50].

31 lipca
- Zmiana na stanowisku dowódcy 2 Skrzydła Lotnictwa Taktycznego. Generał brygady pilot Jacek Pszczoła przekazał obowiązki nowemu dowódcy, którym został pułkownik pilot dyplomowany Ireneusz Nowak[51].

## Sierpień
1 sierpnia
- Nowym dowódcą 41. BLSz został pułkownik pil. Artur Borkowski[52].

2 sierpnia
- Pożegnanie II zmiany Polskiego Kontyngent Wojskowego EU Sophia w ramach operacji Unii Europejskiej EUNAVFOR MED SOPHIA. Uroczystość odbyła się na lotnisku 44 Bazy Lotnictwa Morskiego w Siemirowicach[53].

3 sierpnia
- Generał brygady Dariusz Parylak przekazał dowodzenie 10 Brygadą Kawalerii Pancernej w Świętoszowie, pułkownikowi Arturowi Pikoń[54].

8 sierpnia
- Prezydent RP Andrzej Duda, na wniosek Ministra Obrony Narodowej Mariusza Błaszczaka, mianował:

1. dowódcę 12 Dywizji Zmechanizowanej generała brygady Macieja Jabłońskiego na stopień generała dywizji,
2. szefa Inspektoratu Wsparcia Sił Zbrojnych generała brygady Dariusza Łukowskiego na stopień generała dywizji,
3. zastępcę dowódcy Operacyjnego Rodzajów Sił Zbrojnych generała brygady pilota Tadeusza Mikutel na stopień generała dywizji,
4. dowódcę Wojsk Obrony Terytorialnej generała brygady Wiesława Kukułę na stopień generała dywizji,
5. szefa sztabu Dowództwa Operacyjnego Rodzajów Sił Zbrojnych generała brygady Tomasza Piotrowskiego na stopień generała dywizji,
6. dowódcę Centrum Operacji Morskich–dowódcę Komponentu Morskiego kontradmirała Krzysztofa Jaworskiego na stopień wiceadmirała,
7. szefa Zarządu Kierowania i Dowodzenia SG WP pułkownika Roberta Drozda na stopień generała brygady,
8. dyrektora Departamentu Polityki Zbrojeniowej MON pułkownika Karola Dymanowskiego na stopień generała brygady,
9. szefa Inspektoratu Uzbrojenia MON pułkownika Dariusza Plutę na stopień generała brygady,
10. dyrektora Departamentu Infrastruktury MON pułkownika Dariusza Ryczkowskiego na stopień generała brygady,
11. dowódcę 12 Brygady Zmechanizowanej pułkownika Piotra Trytek na stopień generała brygady[55].

Akty mianowania zostały wręczone 15 sierpnia w dniu Święta Wojska Polskiego.
- Nowym dowódcą 13 Dywizjonu Trałowców został komandor porucznik Jarosław Iwańczuk. Przejął obowiązki od czasowo pełniącego obowiązki komandora podporucznika Macieja Tomiaka. Uroczystość odbyła się w Porcie Wojennym w Gdyni[56].

14 sierpnia
- Minister Obrony Narodowej Mariusz Błaszczak, decyzją Nr 102/MON ustanowił dzień 27 września Świętem Wojsk Obrony Terytorialnej[57].

15 sierpnia
- Generał broni Rajmund Andrzejczak, szef Sztabu Generalnego Wojska Polskiego, podczas obchodów Święta Wojska Polskiego został wskazany przez Prezydenta RP Andrzeja Dudę, jako osoba przewidziana do mianowania na stanowisko Naczelnego Dowódcy Sił Zbrojnych[58].
- Prezydenta RP odznaczył:

generała brygady Ryszarda Pietrasa – Srebrnym Krzyżem Zasługi,
podpułkownika Adriana Wojtczaka – Wojskowym Krzyżem Zasługi z Mieczami,
pułkownika Witolda Łukaszewskiego – Wojskowym Krzyżem Zasługi,
pułkownika Waldemara Masztalerza – Wojskowym Krzyżem Zasługi,
pułkownika Andrzeja Żmudę – Wojskowym Krzyżem Zasługi.
- Z okazji Święta Wojska Polskiego w Warszawie odbyła się Wielka Defilada Niepodległości.Wzięło w niej udział ponad 1000 żołnierzy i 900 rekonstruktorów, 200 najważniejszych pojazdów wojskowych oraz ponad 100 samolotów i śmigłowców.

22 sierpnia
- Minister Obrony Narodowej Mariusz Błaszczak, wyznaczył generała dywizji Krzysztofa Króla na stanowisko zastępcy szefa Sztabu Generalnego Wojska Polskiego[59].

## Wrzesień
7 września
- Prezydent RP Andrzej Duda, na wniosek Ministra Obrony Narodowej odwołał generała broni Sławomira Wojciechowskiego, ze stanowiska Dowódcy Operacyjnego Rodzajów Sił Zbrojnych. Jednocześnie Prezydent wręczył gen. dyw. Tomaszowi Piotrowskiemu, dotychczasowemu Szefowi Sztabu Dowództwa Operacyjnego akt mianowania na stanowisko Dowódcy Operacyjnego Rodzajów Sił Zbrojnych od dnia 8 września[60].

12 września
- Generał broni Sławomir Wojciechowski, objął obowiązki dowódcy Wielonarodowego Korpusu Północ-Wschód w Szczecinie[61].

17 września
- Gen. bryg. Jarosław Gromadziński, wyznaczony na dowódcę nowo formowanej 18 Dywizji Zmechanizowanej[62].

21 września
- Prezydent RP mianował pośmiertnie wiceadmirała Józefa Michała Unruga na stopień admirała floty[63].

24 września
- Zmiana na stanowisku dowódcy 1 Brygady Pancernej. Nowym dowódcą został płk Jan Wojno[64].

28 września
- Prezydent RP Andrzej Duda, na wniosek ministra obrony narodowej, mianował pośmiertnie na stopień generała brygady płk. pil. Franciszka Kornickiego[65].

## Październik
1 października
- Wyższa Szkoła Oficerska Sił Powietrznych w Dęblinie zmienia nazwę na Lotniczą Akademię Wojskową.
- Zmiana na stanowisku dowódcy 23 Bazy Lotnictwa Taktycznego, płk pil. Piotr Iwaszko przekazał obowiązki płk pil. Krzysztofowi Stobieckiemu[66].

2 października
- Pogrzeb państwowy admirała Unruga i Jego małżonki Zofii. Po ceremonii, trumny zostały złożone w Kwaterze Pamięci na Cmentarzu Marynarki Wojennej[67].

8 października
- Nowym dowódcą Dywizjonu Okrętów Bojowych został komandor Piotr Nieć. Przejął on obowiązki od kmdr por. Hurbańczuka, który czasowo dowodził jednostką od czerwca br.[68].
- Nowym dowódcą JW Agat został płk Artur Kozłowski, który przejął dowodzenie jednostką od płk Sławomira Drumowicza[69].

17 października
- Prezydent Andrzej Duda podpisał ustawę o zmianie ustawy o weteranach działań poza granicami państwa oraz rozporządzenie w sprawie podwyższenia współczynnika bazowego dla żołnierzy[70].
- Inspektorat Marynarki Wojennej został przeniesiony z Warszawy do Gdyni[71].

29 października
- Komandor pil. Jarosław Czerwonko objął obowiązki Dowódcy Brygady Lotnictwa Marynarki Wojennej. Od dnia 13 czerwca, był czasowo pełniącym obowiązki dowódcy[72].

## Listopad
6 listopada
- Dowódca Dywizjonu Okrętów Bojowych, kmdr Piotr Nieć przekazał dowodzenie jednostką Zastępcy Dowódcy-Szefowi Sztabu, kmdr por. Radosławowi Hurbańczukowi[73].

7 listopada
- Prezydent RP Andrzej Duda, na wniosek Ministra Obrony Narodowej Mariusza Błaszczaka, mianował[74][75]:

1. dowódcę 18 Dywizji Zmechanizowanej, generała brygady Jarosława Gromadzińskiego na stopień generała dywizji,
2. dowódcę Centrum Operacji Powietrznych–dowódcę Komponentu Powietrznego, generała brygady Dariusza Malinowskiego na stopień generała dywizji,
3. inspektora Marynarki Wojennej, kontradmirała Jarosława Ziemiańskiego na stopień wiceadmirała,
4. zastępcę dowódcy Wojsk Obrony Terytorialnej, pułkownika Artura Dębczaka na stopień generała brygady,
5. dowódcę Komponentu Wojsk Specjalnych, pułkownika Sławomira Drumowicza na stopień generała brygady,
6. dowódcę 17 Brygady Zmechanizowanej, pułkownika Roberta Kosowskiego na stopień generała brygady,
7. dowódcę 20 Brygady Zmechanizowanej, pułkownika Jacka Ostrowskiego na stopień generała brygady,
8. dowódcę 1 Skrzydła Lotnictwa Taktycznego, pułkownika Ireneusza Starzyńskiego na stopień generała brygady,
9. oficer Służby Wywiadu Wojskowego, pułkownika Radosława Jeżewskiego na stopień generała brygady.

Akty mianowania zostały wręczone przez Prezydenta 10 listopada w Pałacu Prezydenckim.
- Rozpoczęło się największe ćwiczeniem SZ RP w 2018 pod kryptonimem ANAKONDA 18. Potrwa ono do 17 listopada i wezmą w nim udział żołnierze z 10 państw[76].

9 listopada
- Nowy dowódcą 8 Flotylli Obrony Wybrzeża został kmdr Piotr Nieć. Dotychczasowy dowódca kontradmirał Krzysztof Zdonek został wyznaczony na stanowisko Szefa Zarządu Morskiego - Zastępcę Inspektora Marynarki Wojennej[77].

10 listopada
- Prezydent Andrzej Duda podpisał ustawę wprowadzającą zmiany w systemie kierowania i dowodzenia armią.

11 listopada
- Z okazji 100 rocznicy odzyskania niepodległości, gen. bryg. Stanisław Sosabowski odznaczony pośmiertnie Orderem Orła Białego[78].

24 listopada
- Samolotom szkolno-treningowym M-346 użytkowanym przez 4 Skrzydło Lotnictwa Szkolnego w Dęblinie nadano imię "Bielik". Matką chrzestną została, Pani Agata Kornhauser–Duda[79].

26 listopada
- Prezydent RP Andrzej Duda, na wniosek Ministra Obrony Narodowej Mariusza Błaszczaka, mianował[80]:

1. Rektora-Komendanta Wojskowej Akademii Technicznej, płk dr hab. inż. Tadeusza Szczurka na stopień generała brygady,
2. Rektora-Komendanta Akademii Marynarki Wojennej, kmdr prof. dr hab. Tomasza Szubrychta na stopień kontradmirała.

- Prezydent RP Andrzej Duda, mianował pośmiertnie płk. Wincentego Nowaczyńskiego stopień generała brygady[81].

## Grudzień
6 grudnia
- Prezydent RP Andrzej Duda, na wniosek Ministra Obrony Narodowej Mariusza Błaszczaka, mianował:

1. dowódcę Wielonarodowej Dywizji Północny-Wschód, generała brygady Krzysztofa Motackiego na stopień generała dywizji,
2. szefa Sztabu Wielonarodowej Dywizji Północny-Wschód, płk Piotra Malinowskiego na stopień generała brygady,
3. zastępcę szefa Sztabu Wielonarodowego Korpusu Północny-Wschód ds. Zabezpieczenia, płk Dariusza Żuchowski na stopień generała brygady[82].

23 grudnia
- Rozpoczął się pierwszy etap reformy Systemu Kierowania i Dowodzenia Sił Zbrojnych. Szef Sztabu Generalnego przyjął w podporządkowanie Dowództwo Generalne RSZ, Dowództwo Operacyjne RSZ i Inspektorat Wsparcia SZ[83].